# 高田賢三
高田 賢三（たかだ けんぞう、1939年（昭和14年）2月27日 - 2020年（令和2年）10月4日）は、日本のファッションデザイナー。ケンゾー創業者で、パリを拠点に活動した。会場を借りてショーを開催した初めてのデザイナーで、今日のパリコレの原型となった。

## 来歴

### 生い立ち
兵庫県姫路市出身。姫路市立野里小学校、姫路市立広嶺中学校、兵庫県立姫路西高等学校卒業後、神戸市外国語大学2部英米学科中退。1958年に文化服装学院に入学、男子学生としては2期生。師範科で1年間、服飾造形の基礎を学んだあと、デザイン科に進む。同級のデザイン科9期生には、コシノジュンコ、松田光弘、金子功ら、後のファッション界をリードする人材が揃っており「花の9期生」と呼ばれた。1960年に第8回装苑賞を受賞。

### デザイナーとして

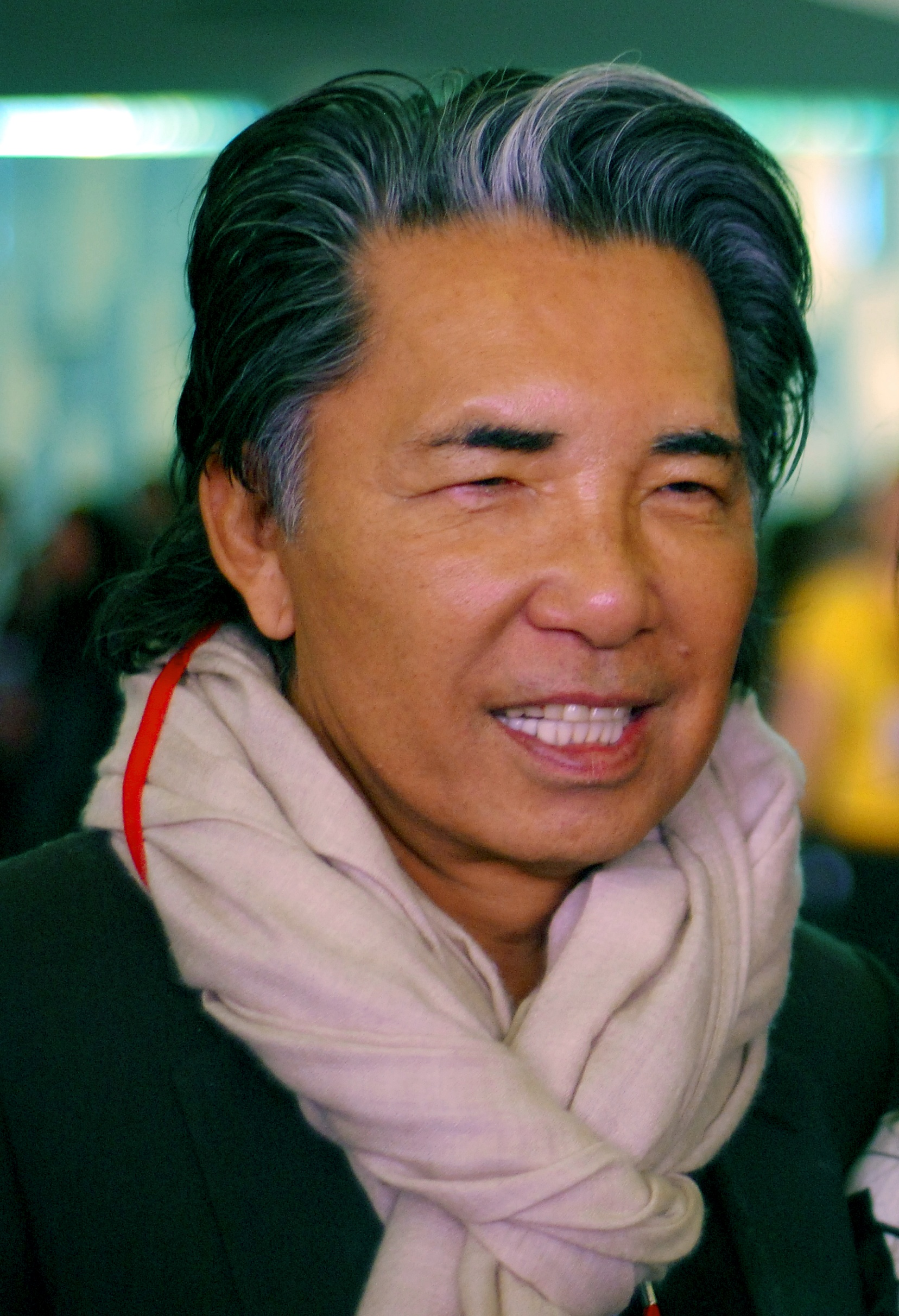
2008年6月17日、サンパウロ・ファッション・ウィークにて

文化服装学院卒業後は小池千枝の紹介で浅草橋のアパレル会社「ミクラ」に松田光弘と共に入社、その後、学院同期の北原明子が働いていた「三愛」に松田と共に移り4年ほど務める。1964年に海外旅行の自由化がされると三愛に6か月の休職願いを出しフランスに渡る。そのままフランスに留まり、「ビューロードスティル」に勤めた後に1970年に独立。
パリ2区のギャルリ・ヴィヴィエンヌ（ギャラリー・ビビエンヌ）で、プレタポルテのブティック「JUNGLE JAP（ジャングル・ジャップ）」（現：ケンゾー（KENZO））をオープン。1970年に作品が『ELLE』の表紙を飾った。当時のプレタポルテデザイナーは自社ショールームで服を見せていた時代に、賢三は会場を借りてショーを開催。賢三の集客力に目をつけた「サンディカ（組合）」が合同でコレクションの開催を持ちかけ、1971年10月に賢三とドロテビス、シャンタル・トーマスが、同じ場所で’72春夏コレクションを合同発表した。この初の試みが、現在のパリコレ・プレタポルテの原型となった。
1993年、LVMH（モエ・ヘネシー・ルイ・ヴィトン) 傘下のブランドとなる。1999年にデザイナーから退くが、2002年頃に復帰し、2004年のアテネオリンピック式典・移動用ユニフォームのデザインを担当した。「混ぜるのが好き」という賢三の作風は、いくつかの異文化のオリジナリティを融合させたフォークロア調で、世界のブランド史、ファッション史で大きな位置を占める。
2020年9月中旬、パリで新型コロナウイルスに感染・発症。パリ郊外ヌイイ＝シュル＝セーヌにあるアメリカン・ホスピタルで闘病生活を送っていたが、10月4日、COVID-19の合併症によって死去したことをフランスのメディアが報じた。またフランス大統領官邸は悼む声明を発表した。81歳没。生涯独身であった。
墓所は姫路市の名古山霊苑内の名誉えい地。

## デザインしたブランド
- KENZO PARIS（ケンゾー・パリ）
- KENZO KI（ケンゾー・キ）
- KENZO HOMME（ケンゾー・オム）

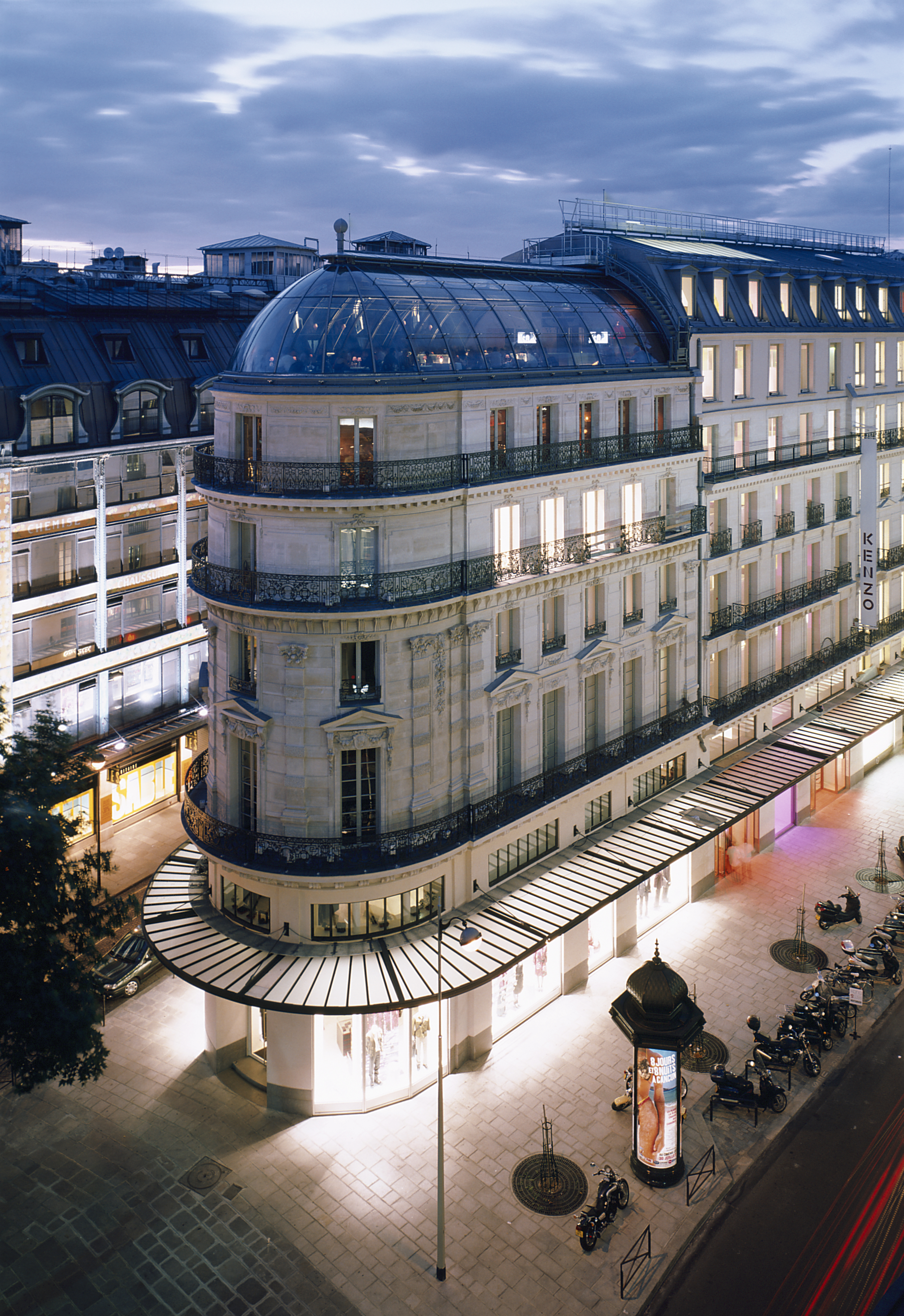
ケンゾービル、1 rue du Pont-Neuf、パリ

- KENZO JEANS（ケンゾー・ジーンズ）
- KENZO JUNGLE（ケンゾー・ジャングル）
- KENZO JUNIOR（ケンゾー・ジュニア）
- YUME（ユメ）
- K3

## 受賞・栄典
- 第8回装苑賞（1960年）[7]
- 日本ファッション・エディターズ・クラブ（FEC）賞（1972年、1977年、1999年、2017年）[14]
- フランス芸術文化勲章シュヴァリエ位（1984年）[4]
- 毎日ファッション大賞（1985年）[4]
- 紫綬褒章（1999年）[15]
- レジオン・ドヌール勲章シュバリエ位（2016年）[16]
- 姫路市名誉市民（2021年・没後授与）[17]

## 映画監督作品
- 夢・夢のあと（1981年1月24日公開・日本、配給：東宝東和）原案・企画・監督[18]。『フレンズ』で日本でも人気の高かったアニセー・アルビナの主演[18]。他にもパリ・ファッション界の売れっ子モデルが総出演[18]。砂漠に浮かぶ古城で美人姉妹と出会った若者が、ファンタスティックな恋を展開させる[18]。

## 書籍
- 『Kenzo : 高田賢三作品集』文化出版局、1985年4月14日。ISBN 978-4532176297。NDLJP:12101070。
- 『夢の回想録 高田賢三自伝』日本経済新聞出版、2017年12月16日。ISBN 978-4532176297。

## 事件
2008年3月10日未明に、飲酒運転でパリ中心部の道路を逆走したとして警察に摘発された。同日昼過ぎに釈放された。